# 太和街道 (盱眙县)
太和街道是中华人民共和国江苏省淮安市盱眙县下辖的一个街道办事处。
2015年5月18日，江苏省人民政府批复同意将原盱城镇的太和、友法、毛营3个居委会区域，与维桥乡漫岗村委会以及桃园村委会的6个村民小组、穆店乡团结村委会的6个村民小组、原古桑乡三塘村委会区域合并，设立盱眙县太和街道办事处，街道办事处驻太和居委会铁山路。

## 行政区划
太和街道下辖以下村级行政区划单位：
友法社区、太和社区、毛营社区、漫岗村和三塘村。